# Liste des membres de la famille Skiredj
Cette page liste des membres notables de la famille Skiredj.
La famille Skiredj est l’une des familles marocaines les plus respectées et influentes, enracinée dans une riche histoire de spiritualité, de savoir et de contributions culturelles. Originaire de Fès, berceau de la culture et de la science au Maroc, cette famille revendique une ascendance remontant aux Ansars et s’inscrit dans la lignée des Banu Khazraj. 

## Liste chronologique

### XVIIIe siècle
- Mohammed ben Tayeb Skiredj (??-1780), poète et secrétaire personnel de Mohammed III.

### XIXe siècle
- Abderrahmane Skiredj (??-1894), contemporain de Ahmed Tijani.

- Iyyashi ben Aberrahmane Skiredj (1841-1910), agent au tribunal de Fès.

### XXe siècle
- Zoubayr ben Abdelwahab Skiredj (1853-1933), diplomate et ingénieur.
- Mohammed (Fatha) ben Iyyashi Skiredj (1875-1965), diplomate, enseignant et prédicateur.
- Ahmed ben Iyyashi Skiredj (1878-1944), érudit, diplomate et enseignant.
- Abdelkarim ben Ahmed Skiredj (1904-1983), artiste et écrivain.
- Boubker Skiredj (1938-??), militaire marocain.
- Bachir Skiredj (1939-2021), réalisateur et acteur.
- Ahmed ben Abdellah Skiredj (1951-2014), chercheur et universitaire.